# Парламентская демократия
Парла́ментская демокра́тия, парламентари́зм — форма демократии, при которой правительство формируется парламентом, в противоположность президентскому правлению. В такой системе, как правило, президент или иной глава государства выполняет лишь символические, номинальные, представительские и церемониальные функции, а фактическое руководство государством возлагается на премьер-министра и парламент.
В такой системе премьер-министром обычно, но не всегда, становится лидер партии, выигравший последние парламентские выборы. Страны с парламентской демократией могут быть парламентскими республиками, либо конституционными монархиями. Парламентская демократия является доминирующей формой правления в странах Европейского Союза, а также в странах с сильным влиянием США или бывшей Британской империи.

## История
История парламентской демократии тесно связана с историей термина «парламентаризм». Первые парламенты появились в Европе в Средние века. Самый ранний пример парламента является спорным, особенно в зависимости от того, как определяется этот термин. Многие историки называют самыми древними парламентами в мире парламенты Острова Мэн (Тинвальд) и Исландии (Альтинг), созданные в X веке.
Большое влияние на современную парламентскую демократию оказало создание Вестминстерской системы. В такой системе суверен или глава государства действует лишь как номинальный и конституционный держатель власти, а фактическое руководство страной возлагается на главу исполнительной власти (премьер-министр) и парламент.
Демократия и парламентаризм стали все более распространенными в Европе в годы после Первой мировой войны, частично по причине победы демократических стран (Соединенные Штаты Америки, Великобритания и Франция).

## Особенности
Ключевыми отличительными особенностями парламентской демократии являются:
- Номинальный и церемониальный характер власти главы государства. Им может быть король, президент или заменяющее его лицо (или даже лица). Его ежедневные обязанности в основном состоят из выполнения представительских функций.
- Руководство государством возлагается на главу правительства (премьер-министр или канцлер) и на парламент. Одобрение на назначение конкретного лица на должность премьер-министра должно быть получено от большинства членов парламента. Как правило, премьер-министром становится лидер партии, выигравший последние парламентские выборы. Премьер-министр также осуществляет политическое руководство и отвечает за общий политический курс страны.
- Премьер-министр не является единоличным главой государства, а считается лишь «первым среди равных», правительство действует по принципу «коллективной ответственности» кабинета министров.
- Правительство формируется парламентом, а следовательно опирается на партийное большинство, парламент формирует правящую коалицию по итогу последних выборов в странах с многопартийностью.
- Политические силы, не вошедшие в правящую коалицию, создают парламентскую оппозицию. В некоторых странах также официально существует должность официального лидера оппозиции.
- Парламент, а не президент, имеет право отправлять правительство в отставку путем выражения вотума недоверия.

## Список государств
См.: Форма государственного правления
| Государство    | Форма правления          | Глава государства                                                  | Глава правительства                                                         | Парламент                                                             |
| -------------- | ------------------------ | ------------------------------------------------------------------ | --------------------------------------------------------------------------- | --------------------------------------------------------------------- |
| Австралия      | конституционная монархия | Король Австралии                                                   | Премьер-министр Австралии                                                   | Парламент Австралийского союза                                        |
| Австрия        | парламентская республика | Федеральный Президент Австрии                                      | Федеральный канцлер Австрии                                                 | Парламент Австрии                                                     |
| Албания        | парламентская республика | Президент Республики Албания                                       | Премьер-министр Республики Албания                                          | Кувенд                                                                |
| Армения        | парламентская республика | Президент Республики Армения                                       | Премьер-министр Республики Армения                                          | Национальное собрание Республики Армения                              |
| Бельгия        | конституционная монархия | Король бельгийцев                                                  | Премьер-министр Бельгии                                                     | Федеральный парламент Бельгии                                         |
| Великобритания | конституционная монархия | Король Соединённого Королевства Великобритании и Северной Ирландии | Премьер-министр Соединённого королевства Великобритании и Северной Ирландии | Парламент Соединённого Королевства Великобритании и Северной Ирландии |
| Германия       | парламентская республика | Федеральный президент                                              | Федеральный канцлер Германии                                                | Бундестаг                                                             |
| Грузия         | парламентская республика | Президент Грузии                                                   | Премьер-министр Грузии                                                      | Парламент Грузии                                                      |
| Канада         | конституционная монархия | Король Канады                                                      | Премьер-министр Канады                                                      | Парламент Канады                                                      |
| Дания          | конституционная монархия | Король Дании                                                       | Государственный министр Дании                                               | Фолькетинг                                                            |
| Индия          | парламентская республика | Президент Индии                                                    | Премьер-министр Индии                                                       | Парламент Индии                                                       |
| Ирландия       | парламентская республика | Президент Ирландии                                                 | Премьер-министр (Тишек) Ирландии                                            | Эряхтас                                                               |
| Испания        | конституционная монархия | Король Испании                                                     | Президент правительства Испании                                             | Генеральные кортесы Испании                                           |
| Италия         | парламентская республика | Президент Итальянской Республики                                   | Председатель Совета министров Италии                                        | Парламент Итальянской Республики                                      |
| Израиль        | парламентская республика | Президент Израиля                                                  | Премьер-министр Израиля                                                     | Кнессет                                                               |
| Косово         | парламентская республика | Президент Косово                                                   | Премьер-министр Республики Косово                                           | Парламент Республики Косово                                           |
| Нидерланды     | конституционная монархия | Король Нидерландов                                                 | Премьер-министр Нидерландов                                                 | Генеральные штаты Нидерландов                                         |
| Новая Зеландия | конституционная монархия | Король Новой Зеландии                                              | Премьер-министр Новой Зеландии                                              | Парламент Новой Зеландии                                              |
| Норвегия       | конституционная монархия | Король Норвегии                                                    | Премьер-министр Норвегии                                                    | Стортинг                                                              |
| Польша         | парламентская республика | Президент Республики Польша                                        | Председатель Совета министров Республики Польша                             | Национальное собрание Республики Польша                               |
| Швеция         | конституционная монархия | Король Швеции                                                      | Государственный министр Швеции                                              | Риксдаг                                                               |
| Ямайка         | конституционная монархия | Король Ямайки                                                      | Премьер-министр Ямайки                                                      | Парламент Ямайки                                                      |
| Япония         | конституционная монархия | Император Японии                                                   | Премьер-министр Японии                                                      | Парламент Японии                                                      |

## Парламентская демократия в России
Российская Федерация является смешанной республикой, главой государства является Президент России. Председатель Правительства России возглавляет Правительство, руководит деятельностью федеральных органов исполнительной власти, однако, подотчетен Президенту и назначается им.
Высказывались предложения преобразовать в будущем Россию в парламентскую республику, однако, они встречали критику со стороны действующей власти. В частности, Владимир Путин считал, что «России в силу многонациональности и многоконфессиональности нужна крепкая президентская власть». Отвечая на вопрос о том, возможна ли в России парламентская республика, глава государства отметил, что такая форма правления для России нецелесообразна.
Примером прото-парламентской демократии в истории России считается Новгородская республика. В ней военную и церемониальную власть представлял Новгородский князь, а фактическое руководство республикой было возложено на Посадника и Новгородское Вече. В результате военного похода Вече было уничтожено как политический институт, а Новгородская республика вошла в состав Русского царства.